# Meiji-jingūmae (métro de Tokyo)
Meiji-jingūmae (明治神宮前駅, Meiji-jingūmae) est une station du métro de Tokyo sur les lignes Chiyoda et Fukutoshin dans l'arrondissement de Shibuya à Tokyo. Elle est exploitée par le Tokyo Metro.

## Situation sur le réseau
La station Meiji-jingūmae est située au point kilométrique (PK) 2,2 de la ligne Chiyoda et au PK 19,2 de la ligne Fukutoshin.

## Histoire
La station a été inaugurée le 20 octobre 1972.

## Services aux voyageurs

### Accès et accueil
La station est ouverte tous les jours. Chaque ligne est desservie par un quai central encadré par 2 voies.
En moyenne, 98 131 voyageurs ont fréquenté quotidiennement la station en 2015.

### Desserte
- Ligne Chiyoda :
  - voie 1 : direction Yoyogi-Uehara (interconnexion avec la ligne Odakyū Odawara pour Hon-Atsugi et Isehara)
  - voie 2 : direction Ayase (interconnexion avec la ligne Jōban pour Toride)
- Ligne Fukutoshin :
  - voie 3 : direction Shibuya (interconnexion avec la ligne Tōkyū Tōyoko pour Yokohama ;
  - voie 4 : direction Kotake-Mukaihara (interconnexion avec la ligne Seibu Yūrakuchō pour Hannō) ou Wakōshi (interconnexion avec la ligne Tōbu Tōjō pour Shinrinkōen).

### Intermodalité
La gare de Harajuku est située à proximité.

Installations de la station
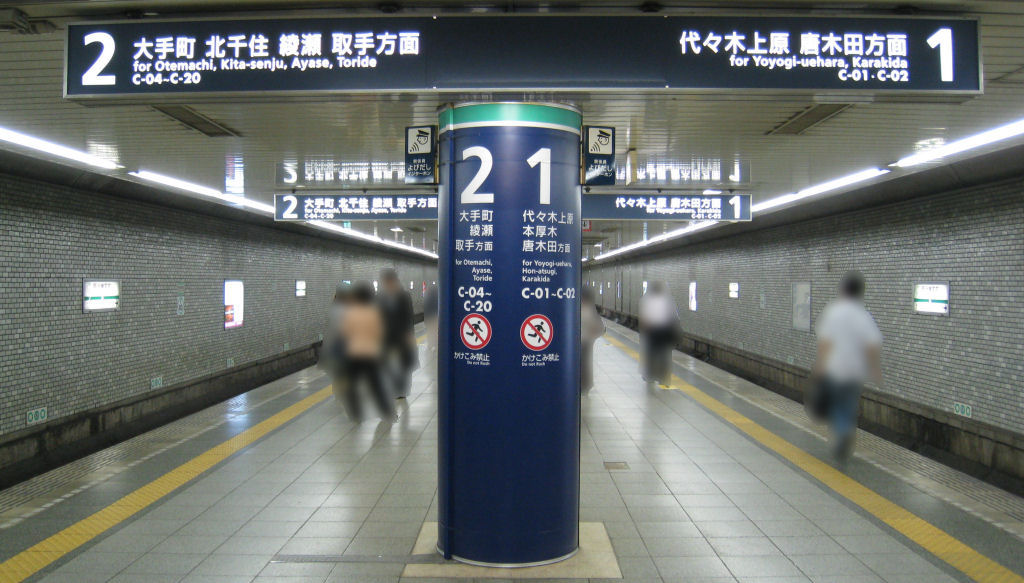
Quai de la ligne Chiyoda.
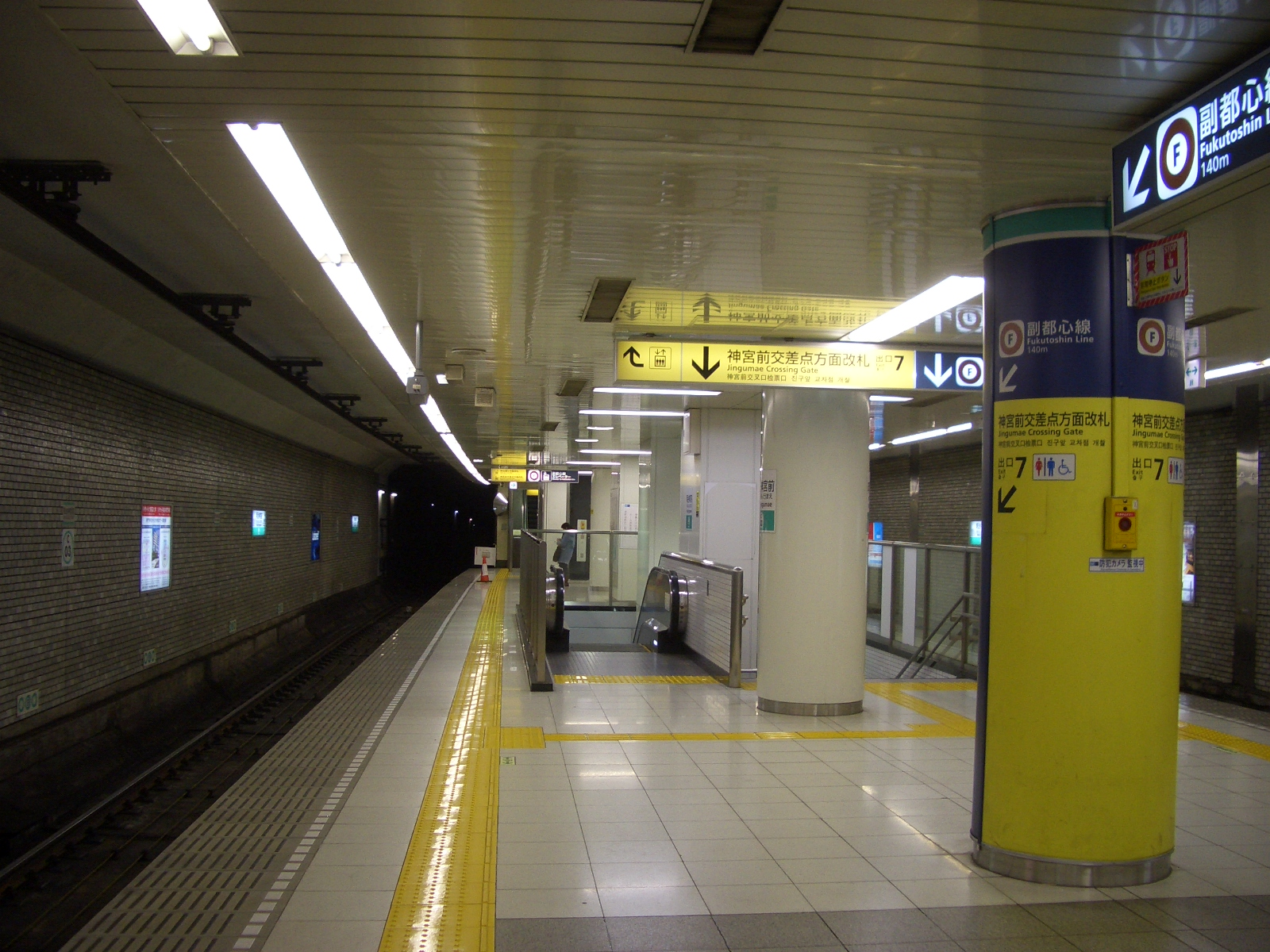
Quai de la ligne Fukutoshin.

## À proximité
- Meiji-jingū
- Yoyogi-kōen
- Yoyogi National Gymnasium